# Comuna de Wilczęta
Wilczęta (polaco: Gmina Wilczęta) é uma gminy (comuna) na Polónia, na voivodia de Vármia-Masúria e no condado de Braniewski. A sede do condado é a cidade de Wilczęta.
De acordo com os censos de 2004, a comuna tem 3198 habitantes, com uma densidade 21,6 hab/km².

## Área
Estende-se por uma área de 147,99 km², incluindo:
- área agrícola: 66%
- área florestal: 25%

## Demografia
Dados de 30 de Junho 2004:
|                      | Total   | Total | Mulheres | Mulheres | Homens  | Homens |
| -------------------- | ------- | ----- | -------- | -------- | ------- | ------ |
|                      | pessoas | %     | pessoas  | %        | pessoas | %      |
| População            | 3198    | 100   | 1561     | 48,8     | 1637    | 51,2   |
| Densidade (pop./km²) | 21,6    | 100   | 10,5     | 10,5     | 11,1    | 11,1   |

De acordo com dados de 2002, o rendimento médio per capita ascendia a 1712,95 zł.

## Subdivisões
- Bardyny, Dębień-Karwiny, Dębiny, Gładysze, Księżno, Ławki, Nowica, Słobity, Słobity-Stacja Kolejowa, Sopoty, Spędy, Stare Siedlisko, Wilczęta.

## Comunas vizinhas
- Godkowo, Młynary, Orneta, Pasłęk, Płoskinia